# کیم چانگ-آئه
کیم چانگ-آئه (انگلیسی: Kim Chang-ae؛ زادهٔ ) یک بازیکن پینگ‌پنگ اهل کره شمالی است.